# Rio Loire

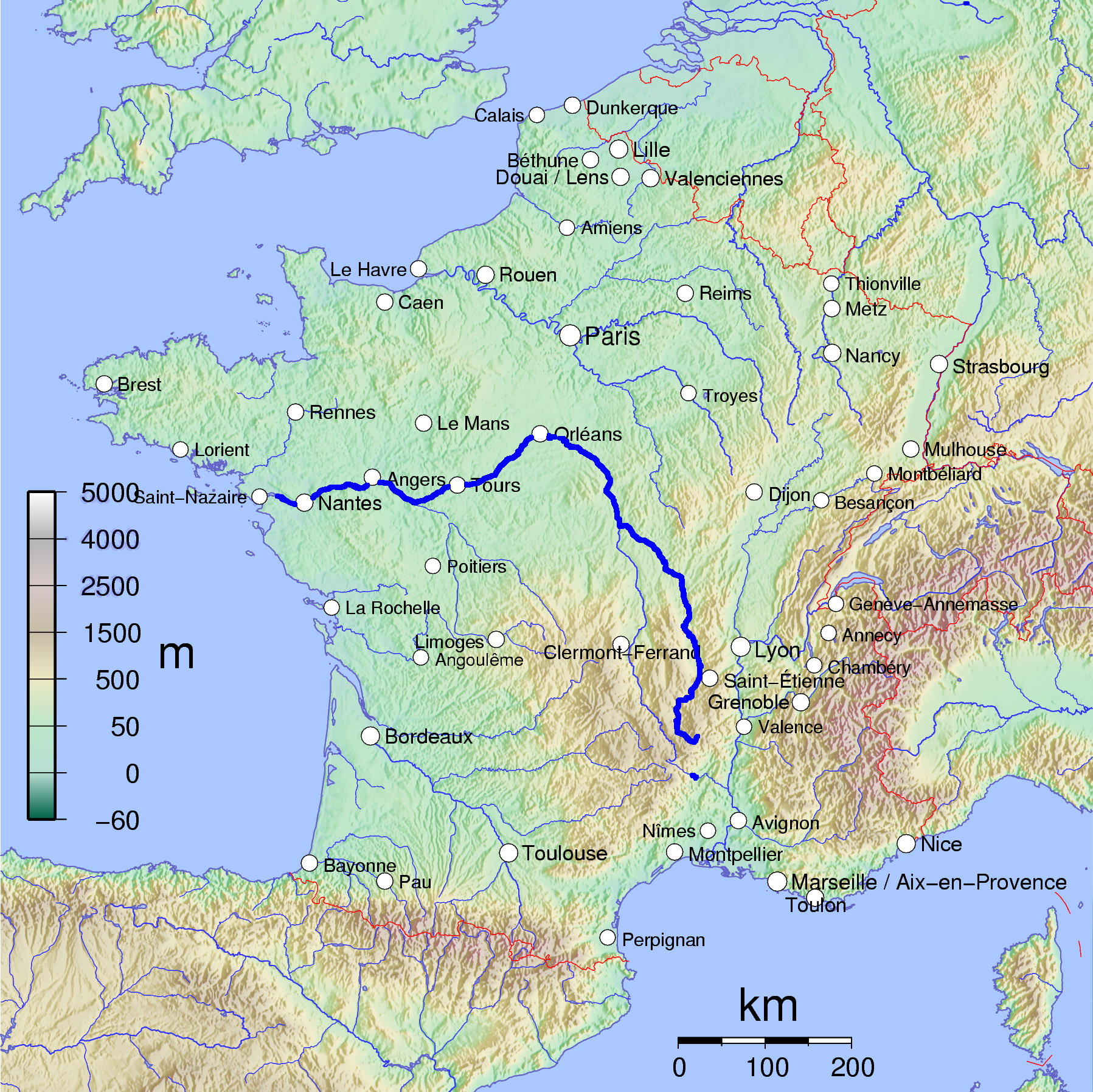
O curso do rio Líger

O Líger (na sua forma portuguesa) ou Loire (em francês: la Loire) é um rio francês de 1 012 km, o que o torna o mais longo rio da França. O rio tem a sua nascente no departamento da Ardecha, e sua bacia hidrográfica de 117 000 km² ocupa mais de um quinto do território francês. O Líger desemboca no oceano Atlântico, no departamento de Loire-Atlantique, através de um estuário.

## Cidades
Principais cidades banhadas pelo Líger/Loire:

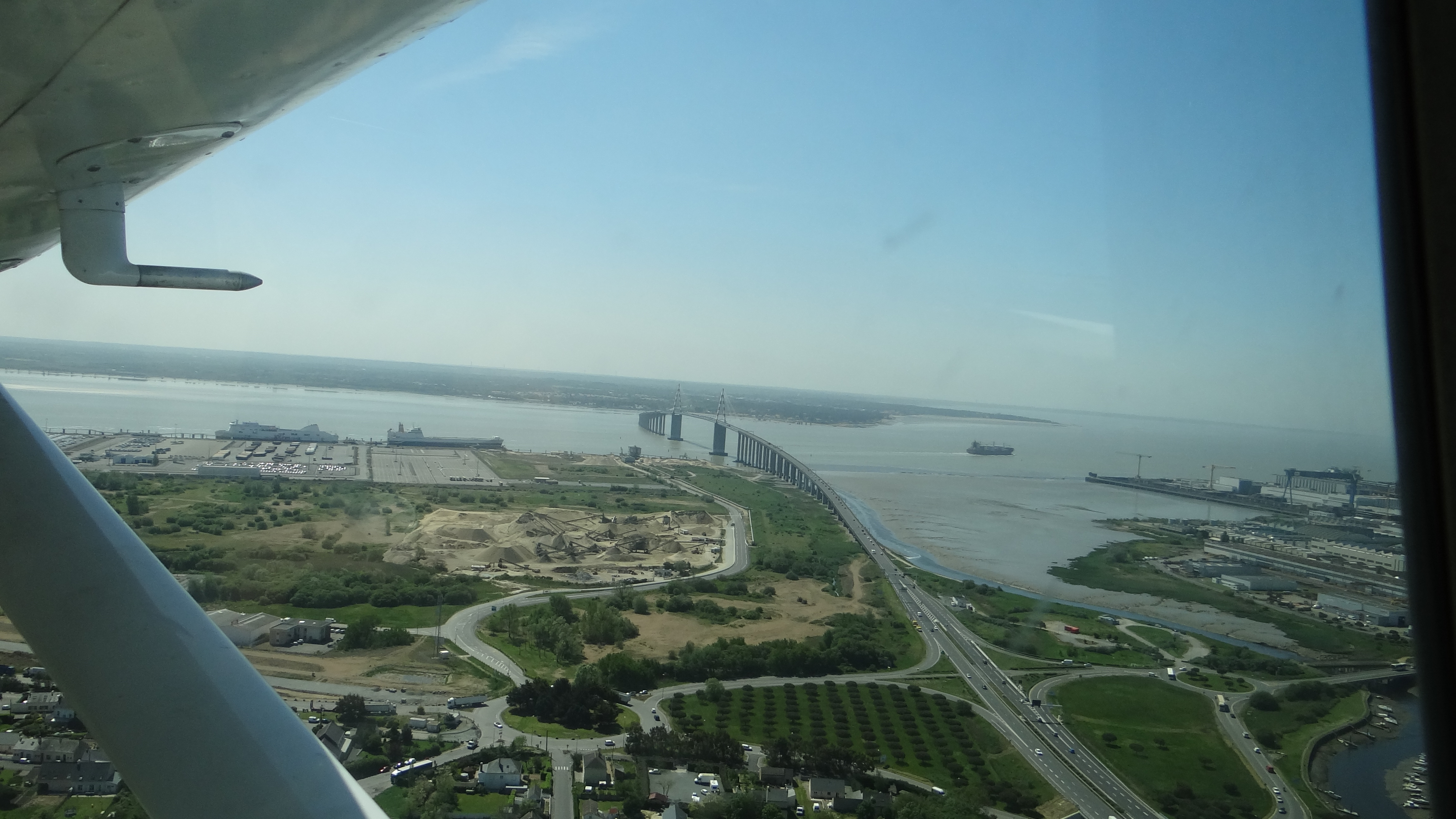
Rio Loire at Saint-Nazaire

- Le Puy-en-Velay
- Roanne
- Nevers
- Orleães
- Blois
- Tours
- Nantes

## Principais afluentes
Os principais afluentes do Líger/Loire são, a partir da nascente:
- Rio Lignon (D) - ? km
- Rio Furan (D) - ? km
- Reins (D) - ? km
- Rio Arroux (D) - 120 km
- Rio Aron (D) - 70 km
- Rio Nièvre (D) - 53 km
- Allier (E) - 410 km
- Loiret (E) - 12 km
- Rio Beuvron (E) - 115 km
- Rio Cisse (D) - 81 km
- Rio Cher (E) - 365 km
- Rio Indre (E) - 276 km
- Rio Vienne (E) - 359 km
- Rio Thouet (E) - 140 km
- Rio Authion (D) - 85 km
- Rio Maine (D) - 10 km
- Rio Layon (E) - 86 km
- Rio Èvre (E) - 89 km
- Rio Erdre (D) - 92 km
- Rio Sèvre Nantaise (E) - 125 km
- Rio Acheneau (E) - 40 km

NB : D=Margem direita, E=Margem esquerda